# Stewart Imlach
James John Stewart Imlach (Lossiemouth, 1932. január 6. – 2001. október 7.) skót válogatott labdarúgó. 

## Pályafutása

### Klubcsapatban
1952 és 1954 között a Bury csapatában játszott. Az 1954–55-ös szezonban a Derby County együttesét erősítette. 1955 és 1960 között a Nottingham Forest játékosa volt, melynek tagjaként 1959-ben megnyerte az FA-kupát. 1960-ban néhány mérkőzésen pályára lépett a Luton Townban. 1960 és 1962 között a Coventry City, 1962 és 1964 között a Crystal Palace csapatában szerepelt. Később játszott még a Dover (1964–65), a Chelmsford City 1965–66 és a Crystal Palace (1966–67) együttesében. 

### A válogatottban
1958-ban 4 alkalommal szerepelt a skót válogatottban. Részt vett az 1958-as világbajnokságon, ahol a Jugoszlávia és a Franciaország elleni csoportmérkőzésen kezdőként lépett pályára. Paraguay ellen nem kapott lehetőséget.

## Sikerei, díjai
Nottingham Forest
- Angol kupagyőztes (1): 1958–59